# Circumscripcions electorals maoris
En la política neozelandesa, les circumscripcions electorals maoris, o col·loquiament conegudes com a escons maoris, són una categoria especial de circumscripcions electorals que donen posicions polítiques reservades per als maoris al Parlament de Nova Zelanda. Conseqüentment, cada part de Nova Zelanda forma part d'una circumscripció electoral general i una circumscripció electoral maori.
Les circumscripcions maoris van ser introduïdes el 1867 per l'acta Maori Representation Act. Les primeres eleccions maoris van tenir lloc l'any següent durant el terme del 4t Parlament de Nova Zelanda. Van ser creades amb la idea de tenir-les temporalment, però tot i que en diverses ocasions s'ha intentat desestablir les circumscripcions maoris, avui en dia encara formen part de la política neozelandesa.

## Establiment
L'establiment de les circumscripcions maoris va començar el 1867 durant el terme del 4t Parlament de Nova Zelanda amb l'acta Maori Representation Act, redactada pel diputat de Napier Donald McLean. El parlament va aprovar l'acta després d'un llarg debat. Diversos diputats conservadors, molts dels quals veien als maoris com a «no aptes» per a participar en un govern, van oposar la representació maori al parlament, mentre que alguns diputats d'ideologia oposada (com a James FitzGerald, qui proposava assignar un terç del parlament pels maoris) veien les concessions als maoris com a insuficients. Al final l'establiment de circumscripcions maoris separades de circumscripcions existents va convèncer a l'oposició conservadora a posar-se alguns d'acord amb l'acta. Els conservadors prèviament temien que els maoris poguessin tenir el dret a votar en circumscripcions generals, d'aquesta manera forçant a tots els diputats (més aviat que tan sols quatre diputats maoris) haver de notar l'opinió maori.
Abans que aquesta llei entrés en efecte, no hi havia prohibió directa de votar pels maoris, però prohibicions indirectes ho feien extremadament difícil exercir el dret a votar votar pels maoris. El problema més significant involucrava la qualificació de propietat —per poder votar, un havia de posseir una certa quantitat de terra. Els maoris eren propietaris de gran part de terra, però eren propietaris comuns, no sota títol individual, i sota la llei tan sols terra sota títol individual comptava per a la qualificació de propietat. Donald McLean explícitament va parlar i redactar a la seva acta que fos temporal, donant representació als maoris fins que adoptessin costums europees de propietat de terres. Tot i això, les circumscripcions maoris van existir més que els cinc anys especificats, i encara existeixen avui dia, tot i que la qualificació de propietat va ser eliminada de la llei per a votar el 1879.
Els primers quatre diputats maoris electes el 1868 varen ser Tareha te Moananui (circumscripció de Eastern Maori), Frederick Nene Russell (Northern Maori) i John Patterson (Southern Maori), dels quals tots es van retirar el 1870; i Mete Paetahi (Western Maori) qui va perdre en la seva circumscripció en les eleccions de 1871. Els segons quatre van ser Karaitiana Takamoana (Eastern Maori), Wi Katene (Northern Maori); Hori Kerei Taiaroa (Southern Maori) i Wiremu Parata (Western Maori).
La primera dona maori en ser diputada va ser Iriaka Ratana, qui succeí el seu marit Matiu Ratana el 1949 quan aquest morí.

## Organització
Les circumscripcions electorals maoris operen d'una manera semblant a les circumscripcions generals, però tenen com a electorat a maoris o persones d'origen maori, i qui escullen tenen els noms en un cens electoral separat i no pas al cens electoral general. Les fronteres de les circumscripcions maoris es troben sobreimposades respecte de les fronteres utilitzades per a les circumscripcions generals; d'aquesta manera cada part de Nova Zelanda simultàniament forma part d'un escó general i un escó maori.

### Nombre de circumscripcions
De 1868 a 1996, quatre circumscripcions electorals maoris existien (d'un total que lentament canvià de 76 a 99).
1. Eastern Maori
2. Northern Maori
3. Southern Maori
4. Western Maori

Amb la introducció del sistema electoral de representació proporcional mixta a partir den les eleccions de 1996, les regles vers les circumscripcions maoris canviaren. Avui en dia, el nombre de circumscripcions canvia regularment, significant que la població electoral d'un escó maori pot ser aproximadament equivalent a la població electoral d'un escó general. En les eleccions de 1996 la Comissió Electoral definí cinc circumscripcions maoris:
1. Te Puku O Te Whenua
2. Te Tai Hauauru
3. Te Tai Rawhiti
4. Te Tai Tokerau
5. Te Tai Tonga

Per a les segones eleccions amb el sistema electoral de representació proporcional mixta (les eleccions de 1999), sis circumscripcions electorals maoris existien:
1. Hauraki
2. Ikaroa-Rawhiti
3. Te Tai Hauāuru
4. Te Tai Tokerau
5. Te Tai Tonga
6. Waiariki

Les eleccions de 2002 i les eleccions de 2005 en tenien set:
1. Ikaroa-Rāwhiti
2. Tainui
3. Tāmaki Makaurau
4. Te Tai Hauāuru
5. Te Tai Tokerau
6. Te Tai Tonga
7. Waiariki

Les eleccions de 2008 i les eleccions de 2011 també en tenien set:
1. Hauraki-Waikato (nord-oest de l'illa del Nord, inclou Hamilton i el sud d'Auckland)
2. Ikaroa-Rāwhiti (est i sud de l'illa del Nord, inclou Gisborne i Hawke's Bay)
3. Tāmaki Makaurau (àrea metropolitana d'Auckland)
4. Te Tai Hauāuru (oest de l'illa del Nord, inclou Taranaki i Manawatu-Wanganui)
5. Te Tai Tokerau (Northland i nord-oest d'Auckland)
6. Te Tai Tonga (l'illa del Sud, part de Wellington, illa Stewart, illes Chatham)
7. Waiariki (inclou Tauranga, Whakatane, Rotorua i Taupo)

Mentre que set circumscripcions electorals maoris d'un total de setanta circumscripcions electorals neozelandeses (10%) no reflecteix la proporció de neozelandesos que d'identifiquen com a maoris (uns 18%), molts maoris escullen estar en circumscripcions generals, així que la proporció de circumscripcions maoris reflecteix el nombre de votants al cens electoral maori.

### Eleccions
Les eleccions per a les circumscripcions maoris ocorren com a part de les eleccions generals neozelandeses però en el passat tenien lloc separadament, en diferents dies (usualment el dia abans de les eleccions per a les circumscripcions generals) i tenien regles diferents. Històricament, menys organització tenia lloc per a les eleccions maoris i el procés involucrava menys recursos. Inicialment, les circumscripcions maoris no requerien registrar-se per a votar, tot i que això canviaria després. Nous processos com les paperetes electorals (abans de les paperetes electorals un havia d'expressar el seu vot verbalment) i sufragi secret van arribar a les circumscripcions maoris més tard que a les circumscripcions generals.
Les autoritats freqüentment postponien o passaven per alt les reformes del sistema electoral maori, amb el parlament considerant les circumscripcions maoris com a no importants. La millora de les eleccions maoris va ocórrer en gran part gràcies al diputat Eruera Tirikatene, ell mateix inicialment experimentant problemes en les eleccions a la seva circumscripció electoral. Des de les eleccions de 1951 fins avui en dia, les eleccions a les circumscripcions maoris i a les circumscripcions generals tenen lloc el mateix dia.

## Política per partit
Ja que les circumscripcions maoris originen en temps d'abans del desenvolupament de partits polítics a Nova Zelanda, els primers diputats maoris van ser independents. Quan es fundà el Partit Liberal, però, diversos diputats maoris van començar a alinear-se amb aquest nou partit. Diputats maoris al Partit Liberal incloïen James Carroll, Apirana Ngata i Te Rangi Hiroa. També hi van haver diputats maoris en el partit conservador i rural Partit Reformador, aquests incloïen Maui Pomare, Taurekareka Henare i Taite Te Tomo.
D'ençà que el Partit Laborista va arribar al poder el 1935, però, ha dominat les circumscripcions maoris. Per un llarg període això es devia a l'aliança entre el Partit Laborista i l'Església Ratana, tot i que la influència Ratana ha disminuït en temps recents. Això canvià en les eleccions de 1993, amb el partit nou Nova Zelanda Primer, liderat per Winston Peters —qui mateix era el diputat per Tauranga entre el 1984 i 2005— guanyant a la circumscripció de Northern Maori (guanyat per Tau Henare), i en les eleccions de 1996 en què Nova Zelanda Primer capturà totes les circumscripcions maoris per un terme parlamentari. El Partit Laborista fou reelegit en totes les circumscripcions maoris en les següents eleccions el 1999.
Un desenvolupament polític de particular interès per als maoris va ser el 2004 amb la resignació de Tariana Turia del Partit Laborista i d'un ministeri del govern. Això causà unes eleccions parcials o «by-election» a la circumscripció de Te Tai Hauāuru, on Turia guanyà amb més del 90% del vot de la circumscripció sota el nou Partit Maori. Cap dels partits aleshores al parlament van participar en les eleccions parcials, causa per la qual la victòria de Turia fou tan ampla.
El Partit Maori va intentar guanyar en totes set circumscripcions maoris el 2005. Una enquesta Marae-Digipoll de votants maoris al cens electoral maori el novembre de 2004 va donar-los esperança: un 35,7% varen dir que votarien per un candidat del Partit Maori, mentre que un 26,3% pel Partit Laborista, i cinc de les set circumscripcions es veien possibles per a guanyar per al nou partit. En les eleccions, el nou partit guanyà en quatre de les circumscripcions maoris. Va semblar possible que els diputats del Partit Maori poguessin tenir un rol en la coalició del govern, però al final van passar a l'oposició.
Similarment el 2008, el Partit Maori va intentar aconseguir la victòria en totes les set circumscripcions maoris. Però, en les eleccions aconseguiren pujar els seus quatre escons maoris a tan sols cinc. En aquestes eleccions el Partit Maori passà a formar part del govern en coalició amb el Partit Nacional i altres partits.
El 2011 el diputat de Te Tai Tokerau Hone Harawira va resignar del Partit Maori i formà el Partit Mana, un partit socialista. Això va resultar en eleccions parcials, en les quals Harawira guanyà amb el 49% del vot. A més, en les eleccions de 2011 la circumscripció de Te Tai Tonga va ser perduda pel Partit Maori i guanyada per Rino Tirikatene del Partit Laborista. Això significà que a partir de les eleccions de 2011 tres circumscripcions maoris fossin escons del Partit Maori, tres del Partit Laborista i un del Partit Mana.

## Crítica
Des de l'establiment de les circumscripcions maoris, periòdicament hi ha hagut crides per a l'abolició d'aquestes. Fins i tot quan es van establir les circumscripcions van causar molta controvèrsia, i donat que es van crear per un període temporal molts intents d'abolir-les van sorgir. El raonament entre aquests intents d'abolició varia —alguns van veure les circumscripcions com un avantatge innecessari per als maoris, mentre que d'altres les veien com a discriminatòries i ofensives.
El 1902, una consolidació de la llei electoral va crear un nou debat sobre les circumscripcions maoris, i alguns diputats proposaven l'abolició d'aquestes. Moltes de les propostes van ser formulades pels diputats de l'oposició. Bastants diputats van al·legar que hi havia freqüents casos de corrupció en les eleccions a les circumscripcions maoris. D'altres estaven a favor de l'abolició per altres raons; Frederick Pirani, un diputat del Partit Liberal, va expressar que l'absència de maoris a les circumscripcions generals feia difícil que els diputats de circumscripcions generals s'interessessin en afers maoris, el qual Pirani veia com a necessari. Els diputats de circumscripcions maoris, però, estaven molt en contra de l'abolició, amb Wi Pere dient que la representació garantida dels maoris al parlament era un dels pocs drets els maoris posseïen que no va ser arrabassat pels europeus. Les circumscripcions maoris van continuar en existència.
El 1905, un altre canvi en la llei electoral causà que el debat comencés de nou. El ministre d'afers maoris, James Carroll, estava a favor de l'abolició de les circumscripcions maoris, ja que ell mateix, que era maori, havia estat capaç de guanyar a la circumscripció general de Waiapu. Altres diputats maoris però, com a Hone Heke Ngapua, encara hi estaven en contra. Al final les propostes per a l'abolició de les circumscripcions maoris no van procedir.
Considerablement més tard, el 1953, la primera reordenació de les fronteres electorals de les circumscripcions maoris ocorregué, en resposta a les diferències en nombres de votants. De nou l'atenció enfocada a les circumscripcions maoris va causar més debat sobre aquestes. El govern d'aleshores, el Partit Nacional, tenia un compromís d'assimilar maoris, i no tenia cap diputat maori, i molts creien que el govern aboliria les circumscripcions. Però, el govern tenia altres problemes i el tema sobre les circumscripcions maoris gradualment va ser discutit menys sense cap canvi tenint lloc.
En la dècada de 1950 la pràctica neozelandesa de reservar circumscripcions pels maoris va ser descrit per alguns polítics de ser «com una mena d'apartheid, similar a Sud-àfrica».
El 1976, els maoris per primer cop tenien el dret a decidir en quin cens electoral podien incriure's, en el cens electoral general amb circumscripcions generals o en el cens electoral maori amb circumscripcions maoris. Sorprenentment, tan sols un 40% de la població votant maori va incriure's en el cens electoral maori. Això va reduir el nombre de crides per a l'abolició de circumscripcions maoris, ja que molts presumien que els maoris eventualment abandonarien les circumscripcions maoris ells mateixos.
Quan una comissió electoral del govern va proposar la introducció del sistema electoral de representació proporcional mixta el 1986, va a més proposar l'abolició de circumscripcions maoris. La comissió va argumentar que amb el sistema de representació proporcional mixta, tots els partits haurien d'atendre als interessos maoris, i que l'existència de les circumscripcions separades maoris marginava els interessos maoris. Després d'un referèndum el parlament va redactar un projecte de llei anomenat Electoral Reform Bill, incorporant l'abolició de les circumscripcions maoris. El Partit Nacional i Geoffrey Palmer, l'aleshores viceprimer ministre, estaven a favor de l'abolició; però molts maoris estaven rotundament en contra. Al final cap projecte de llei va passar a ser llei. Les circumscripcions maoris van estar més a prop que mai a la seva abolició.
Actualment, el partit ACT Nova Zelanda i el Partit Nacional han advocat l'abolició de les circumscripcions separades maoris. Nova Zelanda Primer també advoca per a l'abolició de circumscripcions maoris però tan sols si els votants maoris hi estan a favor.